# ハパク (小惑星)
ハパク (724 Hapag) は小惑星帯にある小惑星の一つ。ウィーンでヨハン・パリサによって発見された。
1847年に創業された海運会社、ハンブルク・アメリカ小包輸送株式会社（Hamburg-Amerikanische Packetfahrt-Actien-Gesellschaft、現・ハパク・ロイド社）の略称から命名された。提案者はモーリッツ・フォン・クフナー (Moriz von Kuffner) である。